# Chlanidophora (bướm đêm)
Chlanidophora  là một chi bướm đêm thuộc họ Noctuidae.

## Các loài
- Chlanidophora patagiata Berg, 1877